# Geleitrecht

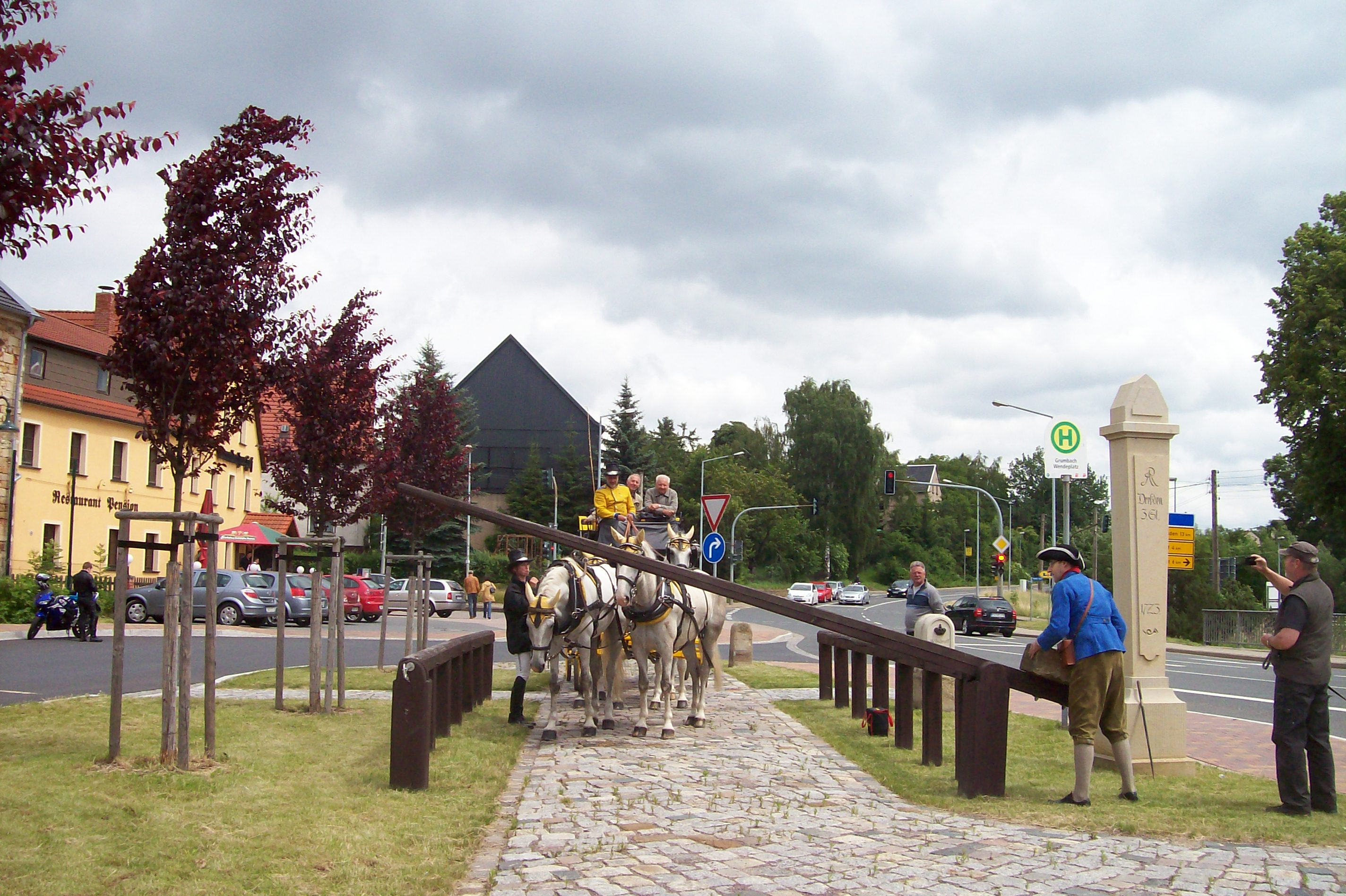
Nachbau der Geleitsgeldeinnahme und einer Kursächsischen Halbmeilensäule in Aktion mit königlich-sächsischer Postkutsche am Gasthof in Grumbach

Das Geleitrecht war eine Begleitung von Reisenden oder Gegenständen, die der Inhaber des Rechts (Geleitherr) innerhalb eines bestimmten Territoriums oder für bestimmte Wegstrecken gewährte.

## Formen
Zu unterscheiden sind:
- Schutzgeleit war eine Begleitung Reisender, insbesondere von Kaufleuten, um Raub zu verhindern. Dieses Geleit wird auch als Zollgeleit bezeichnet.
- Ehrengeleit war eine Begleitung, die der Ehrung oder Unterstützung hochgestellter Persönlichkeiten diente, und eher repräsentativ.
- Freies Geleit ist die Zusicherung und Begleitung von Personen, gegen die im Normalfall rechtlich oder militärisch vorzugehen wäre, bei denen das aber aufgrund einer konkreten Situation nicht geschehen soll (Parlamentär, Zeuge).
- Prozessgeleit sichert allen Teilnehmern eines Prozesses die sichere An- und Abreise zu.
- Heeresgeleit diente dazu, den Durchmarsch fremder Truppen durch ein Gebiet zu sichern.
- Marktgeleit ist eine Sonderform, da hier ein genereller Schutz für alle zum Markt An- und Abreisenden galt, ohne dass der Schutz faktisch immer durch präsentes Militär gesichert wurde oder eine Abgabe zu entrichten gewesen wäre.
- zahlreiche Einzel- und Sonderformen, die Personen in bestimmten Situationen, die sie mit Festnahme oder Strafe bedrohten, die Handlungsfreiheit erhalten sollten

Während Geleit in der Regel Personen gegeben wurde, konnte es aber auch für bestimmte Gegenstände gelten, z. B. für die Überführung der deutschen Reichskleinodien von ihrem Aufbewahrungsort in Nürnberg zu den Krönungsorten Aachen (bis 1531), später: Frankfurt am Main, und zurück.

## Geleit für Juden
Eine gesonderte Entwicklung nahm der Begriff des Geleits für Juden. Neben dem Geleit für reisende Juden im engeren Sinn wurde „Geleit“ im späten Mittelalter und in der frühen Neuzeit zunehmend auch als Recht von Territorialherren verstanden, Juden die Niederlassung in ihrem Gebiet zu gestatten und von diesen Zahlungen dafür entgegenzunehmen. Gegen ein meist hohes Entgelt stellen die Fürsten einzelnen Juden und ihren Familien Geleitbriefe aus.

## Funktion
Das Geleitrecht war in den vorstaatlichen Verhältnissen in Mittelalter und Früher Neuzeit, vor dem Entstehen des staatlichen Gewaltmonopols, ein Mittel, um Rechtssicherheit für Reisende herzustellen. Das Geleit wurde vom Inhaber des Geleitrechts gegen Zahlung eines Geleitgeldes gewährt. Es war damit eine beliebte Einnahmequelle für die Territorialherren. Sie konnten hier ihr originäres militärisches Können einsetzen und „verkaufen“ und erhielten dafür das hoch begehrte bare Geld, in einer spätmittelalterlichen und frühneuzeitlichen, überwiegend noch auf Tausch und Naturalien basierenden Wirtschaft. Die Grenzen zwischen den Gebieten der einzelnen Geleitsherren wurden durch Geleitkreuze bzw. -steine markiert.
Anfangs wurden Händler von Geleitreitern, -knechten oder -mannschaften begleitet, später stellte der Geleitherr Geleitbriefe aus, die der Reisende kaufen konnte. In diesen Briefen verpflichtete sich der Straßenbesitzer zu Schadensersatz, wenn der Kaufmann durch Überfälle Schaden erlitt – gewährt also eine Art „Versicherungsschutz“. Kaufleute wurden durch den Straßenzwang verpflichtet, Geleitwege oder ‑straßen zu nutzen. Dieser Zwang galt aber nicht für alle Waren und auch nicht für andere Reisende. Darüber hinaus mussten sich auch die unter Geleit stehenden Personen an bestimmte Verhaltensregeln halten. So stellten auch von ihnen ausgehende Gewalt- und Straftaten einen Geleitbruch dar. Ein Geleitbruch, egal von welcher Seite, wurde streng geahndet. So konnte auch für kleinere Verletzungen der Geschützten, wenn sie entstellend waren, die Todesstrafe verhängt werden.
Oft waren es in den Territorien faktisch die Zollbehörden, die für die tatsächliche Durchführung des Geleits zuständig waren, wobei die Gebühr für das Geleit selbständig neben den eigentlichen Zollgebühren und einem eventuell zusätzlich noch fälligen Wegegeld stand.
In Fehden des späten Mittelalters waren Geleitzüge des Gegners ein beliebtes Ziel für Überfälle, weil damit stets ein großes Aufsehen und ein erheblicher Gesichts- und Prestigeverlust des Angegriffenen verbunden war. Gegner konnten so politisch und wirtschaftlich unter Druck gesetzt werden.

Nachbau der Freiberger Haupt-Geleit-Einnahme zu Grumbach
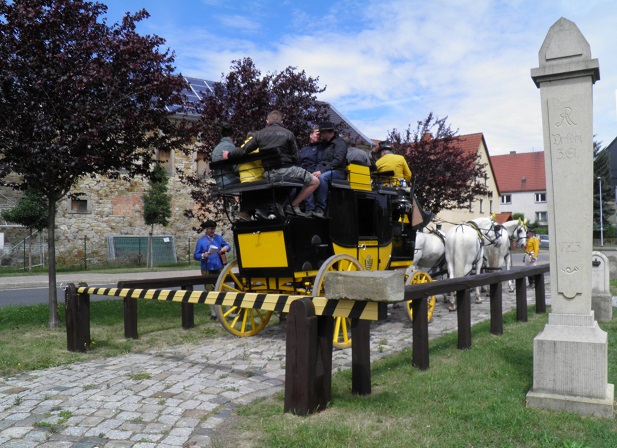
Postkutsche
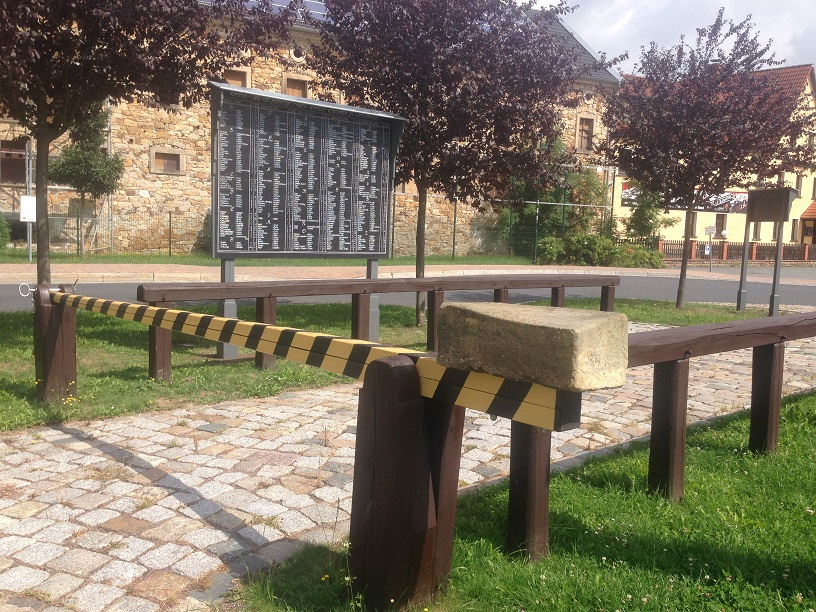
Schranke
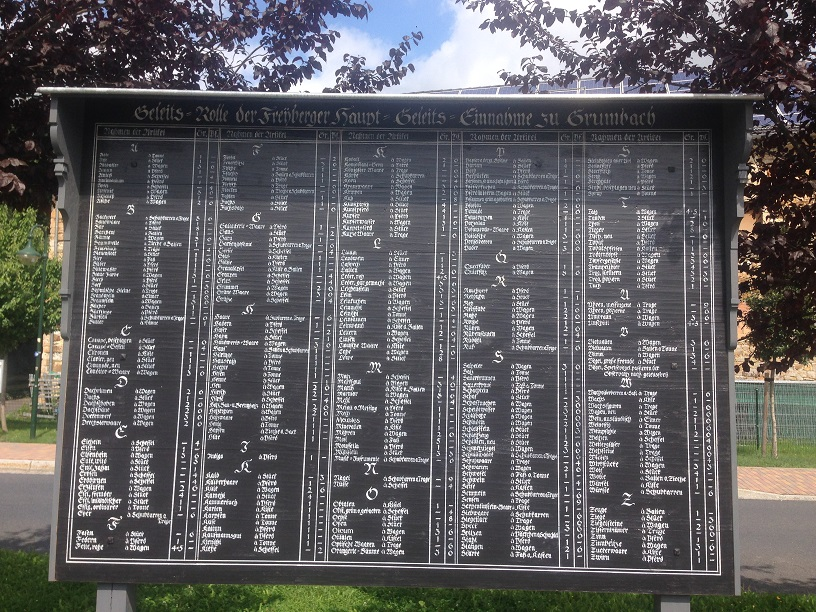
Gebührentafel
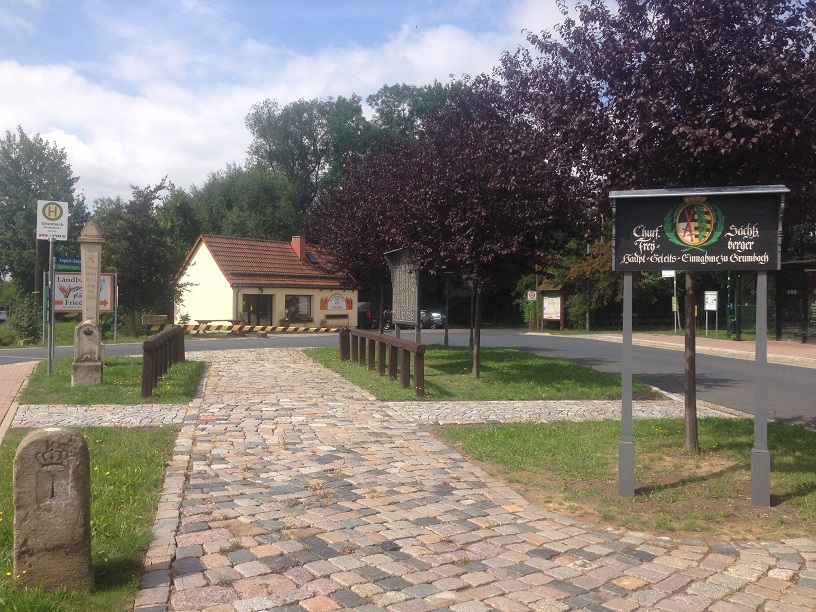
Wappentafel
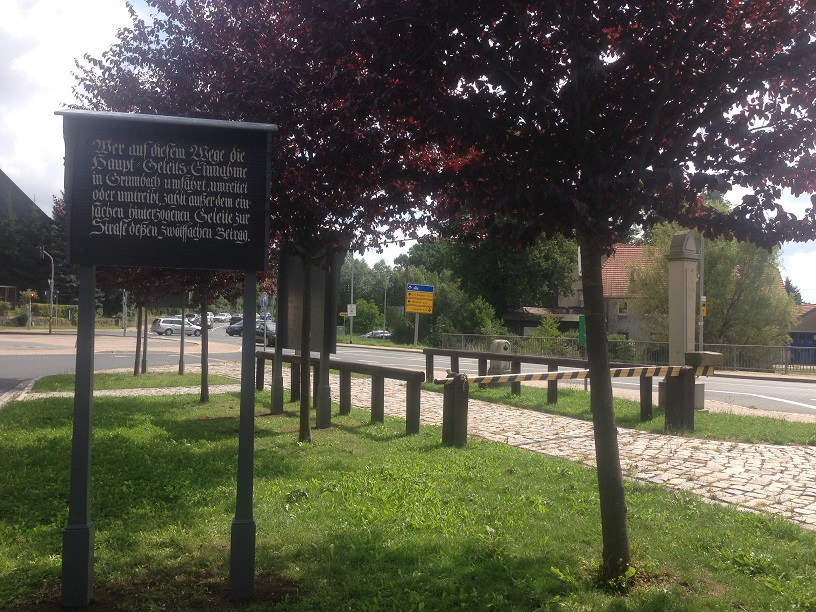
Hinweistafel

## Geleitsteine
Ein Beispiel historischer Geleitsteine ist der Geleitstein zwischen Frieda und Großtöpfer in Hessen aus dem 16. Jh. Das geschützte historische Flurdenkmal an der ehemaligen Grenze zwischen Kurhessen und dem Eichsfeld kennzeichnete einst die Stelle, an der das Geleit durch die hessische Landgrafschaft endete. Ein bedeutsames Denkmal der Verkehrsgeschichte ist der Geleitstein von 1559 in der Feldflur von Werningshausen im Landkreis Sömmerda.

## Rechtliche Ableitung
Im hohen Mittelalter war das Geleitrecht Regalie, die aber im Spätmittelalter mehr und mehr auch von der sich bildenden Landesherrschaft in Anspruch genommen wurde, teils durch Übertragung der königlichen Strafgewalt (Königsfrieden) – z. B. als Lehen – oder aus eigenem Recht wahrgenommen. Durch das Statutum in favorem principum wurde 1232 das Geleitrecht durch den König den Fürsten in ihrem eigenen Territorium als Recht zugestanden. Gleichwohl kam es immer wieder zu Streitigkeiten, wem denn ein konkretes Geleitrecht zustehe. Mit dem Reichstagsabschied von 1548 wurde das Geleitrecht den Landesherren endgültig übertragen, sie aber auch verpflichtet, die Sicherheit in ihrem Territorium zu gewährleisten.
Mit zunehmender Verstaatlichung ging die ursprüngliche Funktion des Geleits verloren und das Geleitrecht wandelte sich mehr und mehr zu einer Reise-Steuer und bloßen landesherrlichen Einnahmequelle. Noch im Reichsdeputationshauptschluss ließ sich die Stadt Frankfurt am Main für ihre Kaufleute von allen Geleitsgeldern befreien, die irgendein Reichsstand zu erheben befugt war. Die letzten Geleitsgelder wurden erst mit der Begründung des Deutschen Zollvereins 1833/1834 als eine den Handel hemmende Sondersteuer abgeschafft.

## Berühmte Fälle
- Hin- und Rückreise der Kurfürsten zur Krönung der römisch-deutschen Könige und Kaiser, verbrieft durch Licet juris (1338) und Goldene Bulle (1356)
- Reise von Jan Hus zum Konzil von Konstanz 1414. Das von König Sigismund zugesagte freie Geleit wurde nicht eingehalten.
- Vorladung Martin Luthers vor den Reichstag zu Worms (1521), Geleitbrief von Karl V.